# Majomkenyérfa
A majomkenyérfa vagy afrikai baobabfa (Adansonia digitata) a mályvavirágúak (Malvales) rendjébe és a mályvafélék (Malvaceae) családjába és a gyapjúfaformák (Bombacoideae) alcsaládjába tartozó fa.
Az afrikai füves szavannán a fatermetű növényeket a magányosan álló majomkenyérfák képviselik.
Szálanként nő, és maximális életkora egyes források szerint 1500 év. Törzsének kerülete elérheti a 30–40 métert; a legvaskosabb tanzániai példányé 47 m. Lombja ritkás, alatta egy egész nyáj delelhet. Ágai vízszintesen szétterülnek. A nagy virágaikból fejlődő, uborka alakú termése a majmok kedvenc csemegéje; a nevét is erről kapta.
A helybeliek baobabnak is nevezik. Duzzadt törzsében, ágaiban tárolja az esős évszakban hullott csapadékot. A 15–20 cm hosszú termést borító kemény héj érés közben elfolyósodik. A terméshús ehető, édes. A sok zsírt tartalmazó mag ugyancsak ehető. 
Virága éjjel nyílik.
A fa kérge alatti rostokból kötelet készítenek, a friss leveleit az immunrendszer erősítése céljából fogyasztják.

## Képek

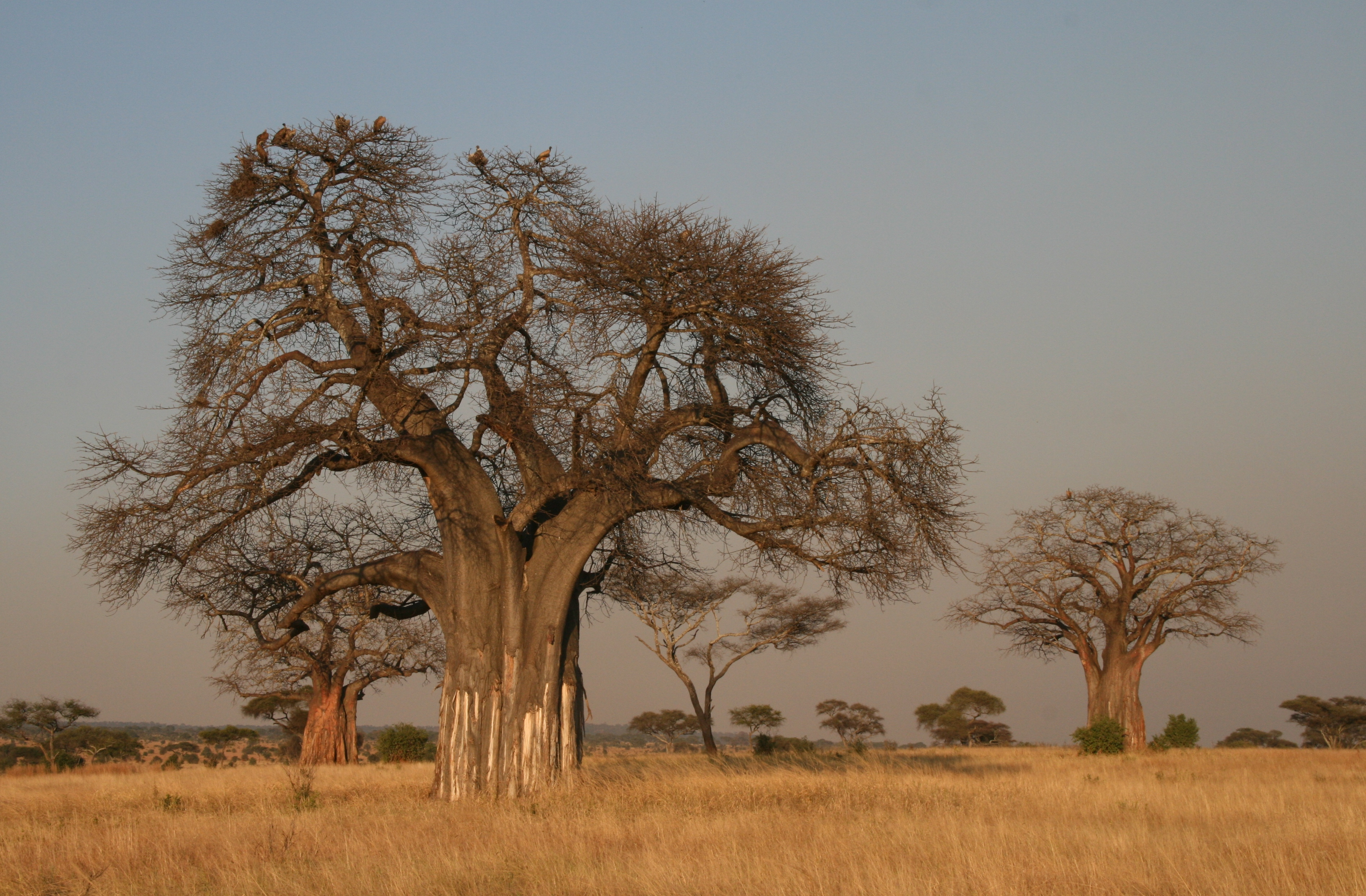
habitusa száraz évszakban
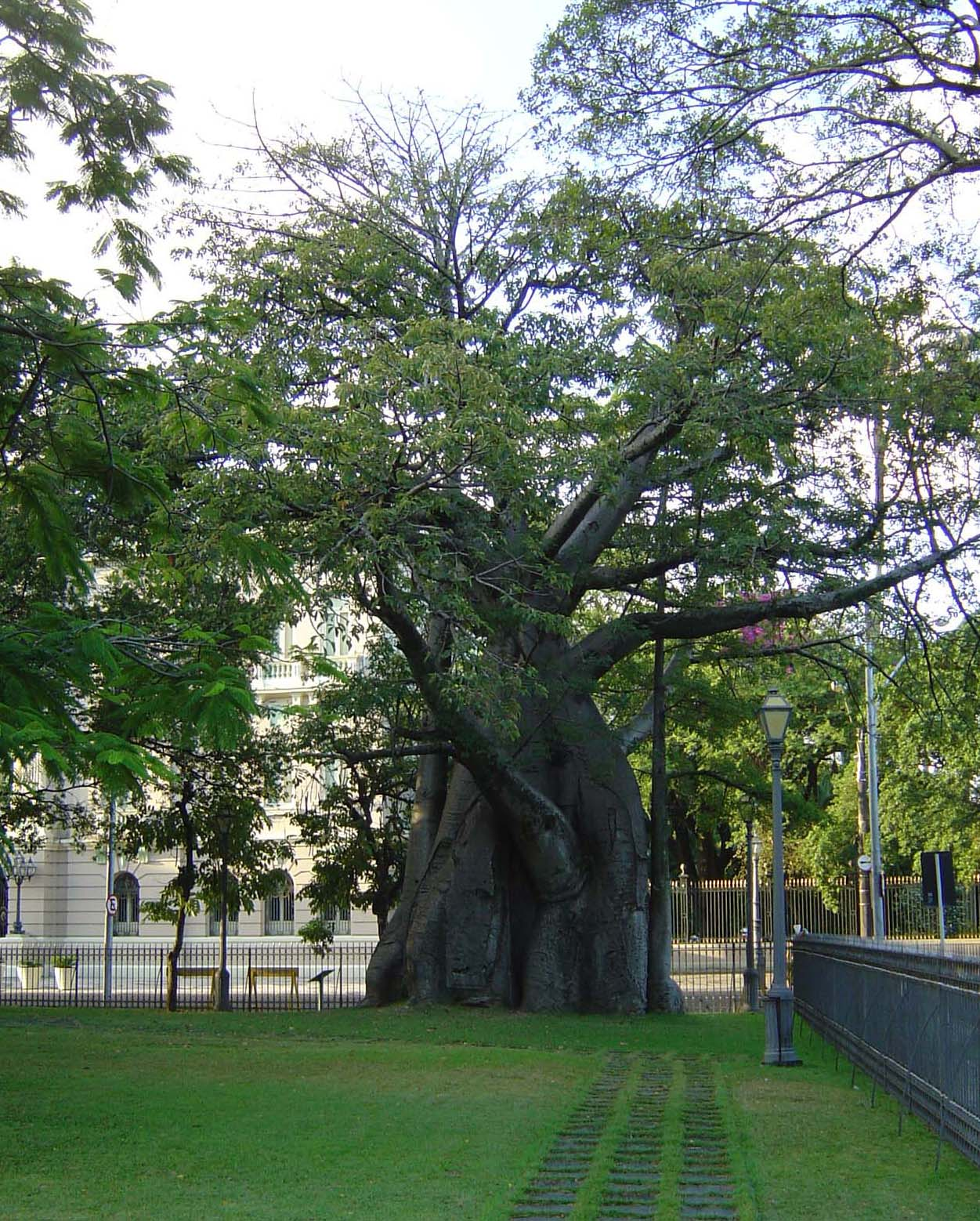
habitusa lombos állapotban
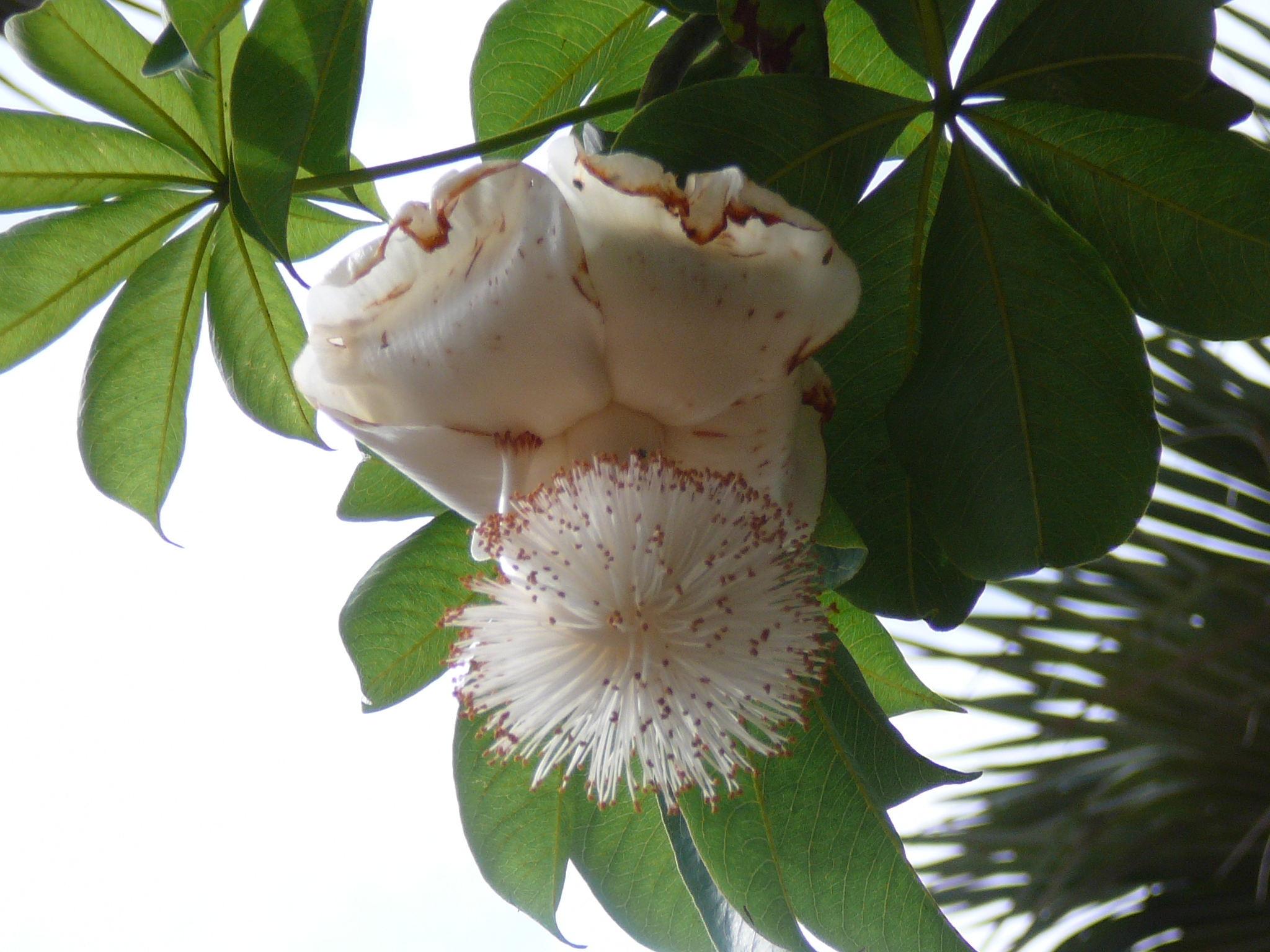
virága
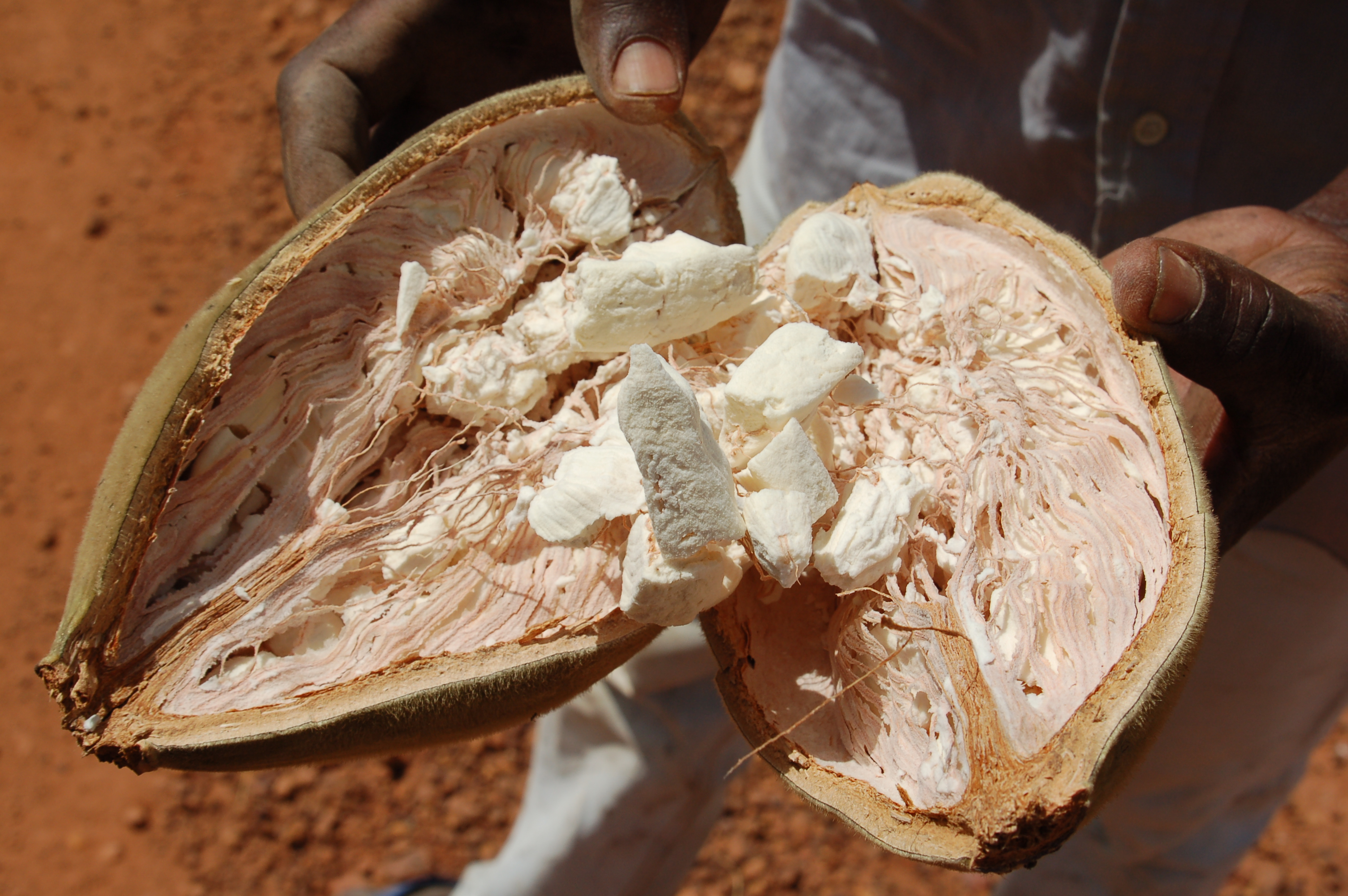
termése
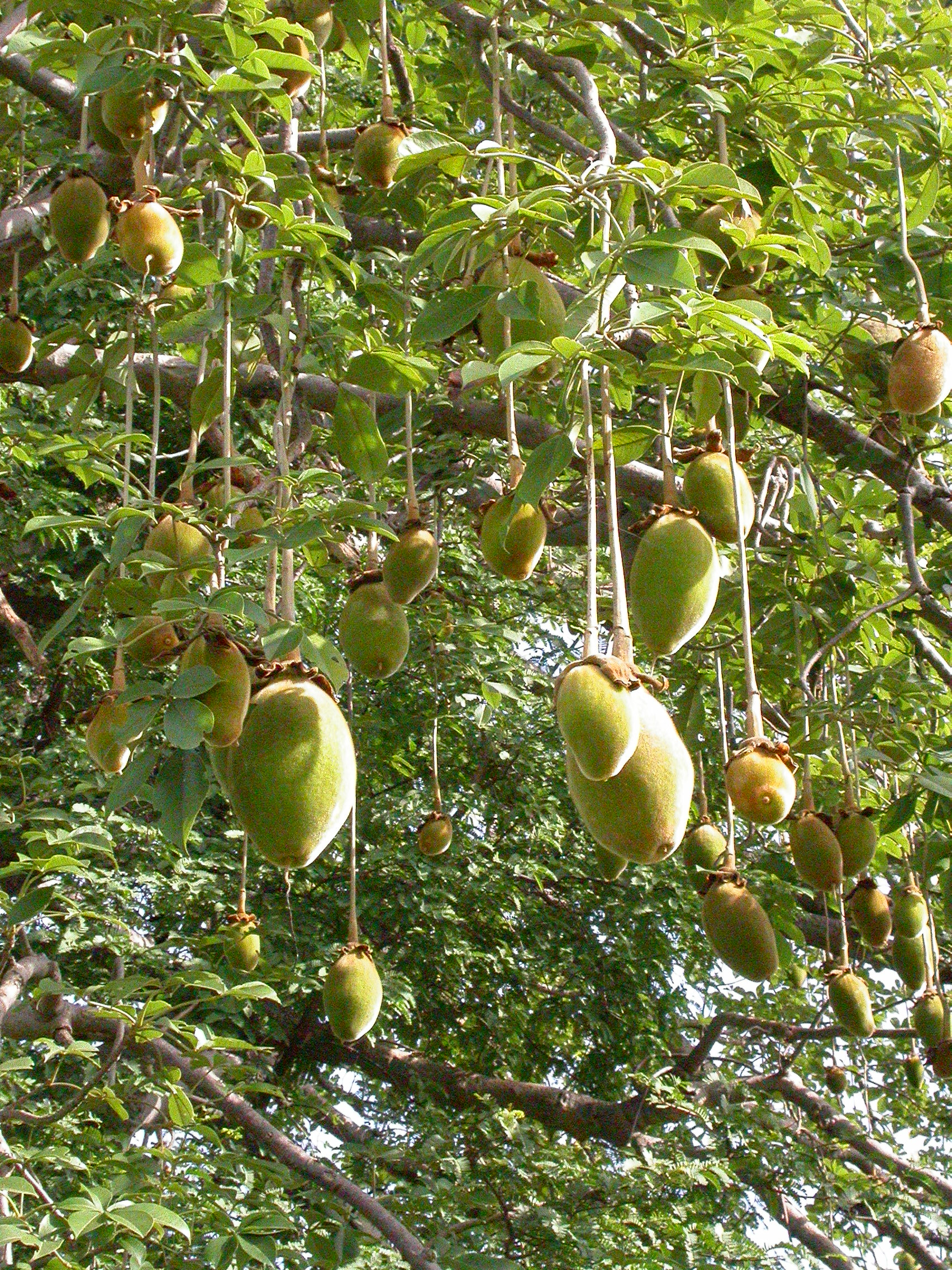
éretlen termései